# Torre Vecchia (Mariupol')
La Torre Vecchia (in ucraino Стара вежа?, in russo Старая башня?, Staraja bašnja) si trova nella città di Mariupol',  Oblast' di Donec'k, Ucraina. L'edificio storico monumentale è stato inaugurato il 3 luglio 1910.

## Storia

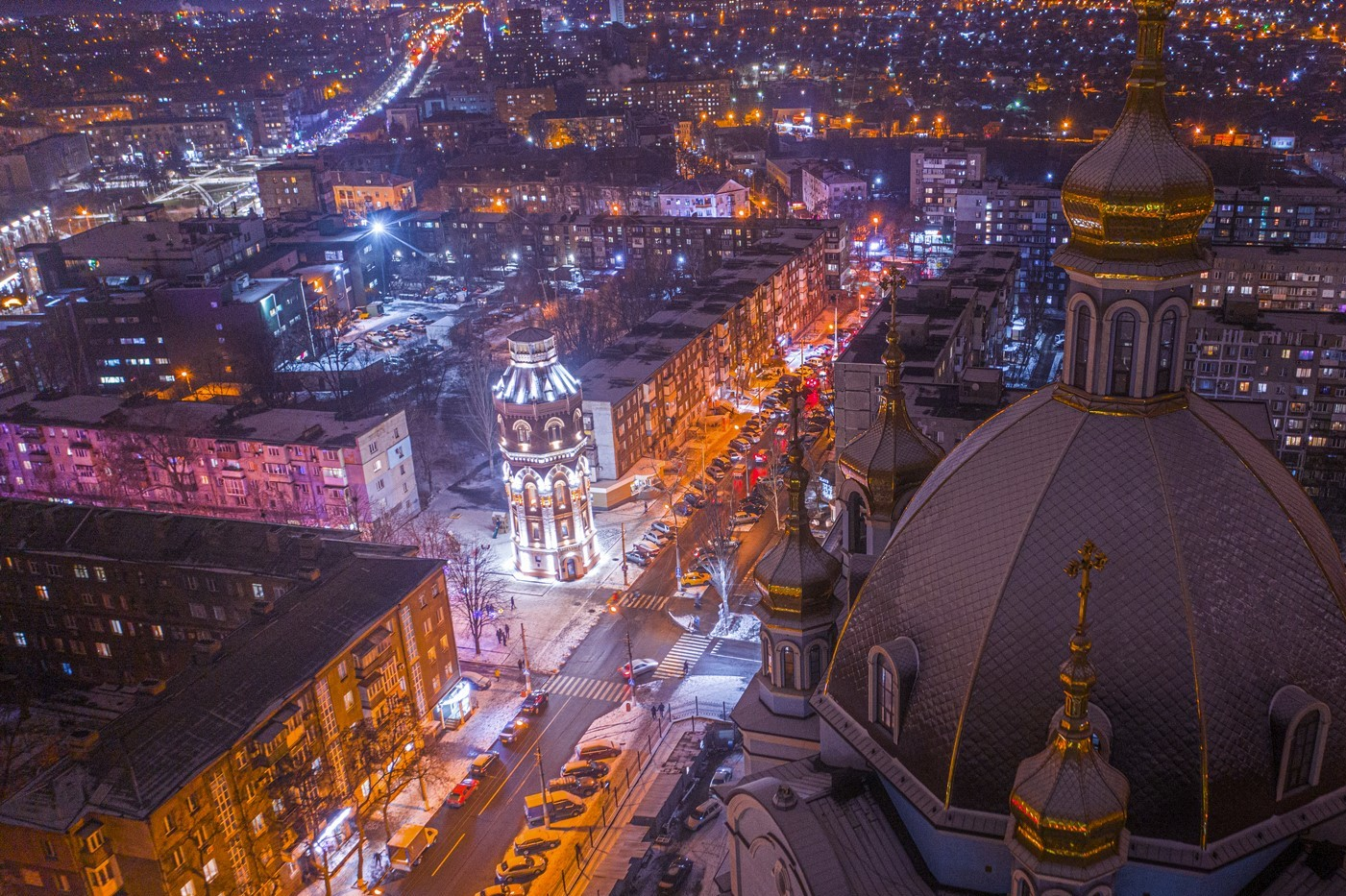
La torre nel centro della città in un'immagine notturna

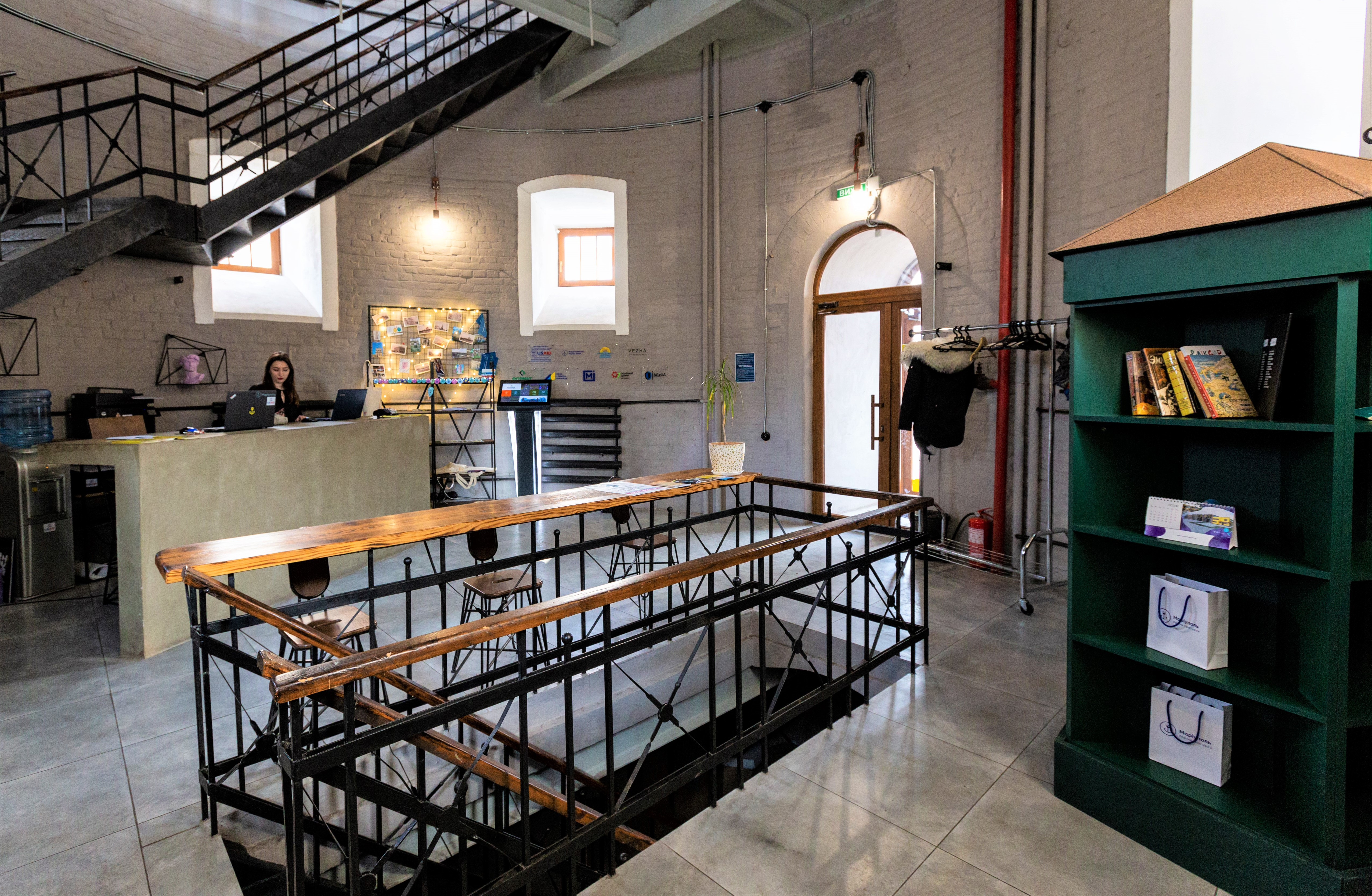
Sala all'ingresso

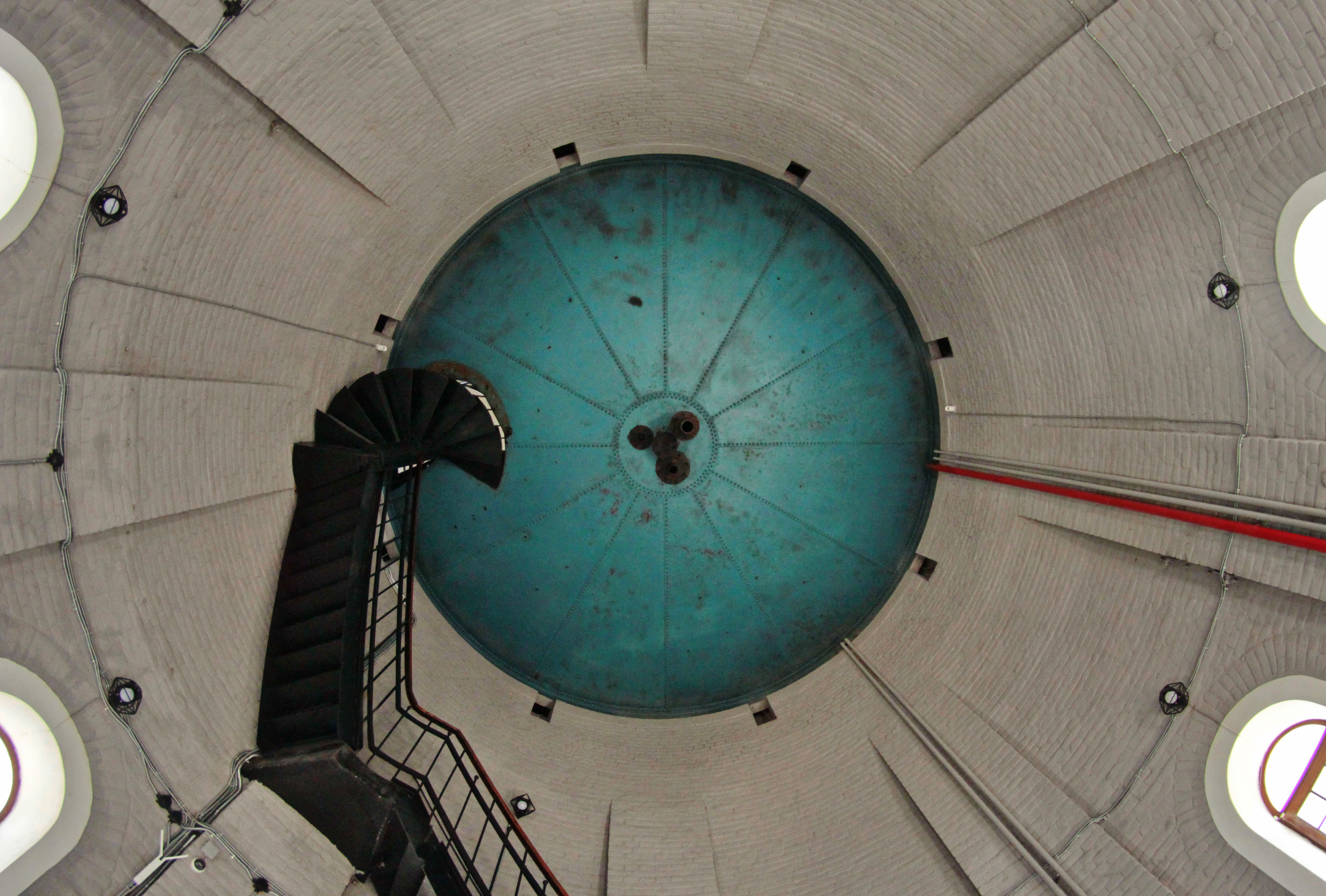
Interno sotto il serbatoio

La torre venne edificata all'inizio del XX secolo come torre dell'acqua per la rete idrica cittadina su progetto dell'architetto Viktor Alexandrovich Nielsen.
Il cantiere fu aperto nel dicembre 1909 e i lavori vennero ultimati il 3 luglio 1910.
Servì allo scopo previsto sino al 1932, quando venne dismessa dopo l'entrata in funzione del nuovo sistema di acquedotto cittadino che utilizzava pompe. Da quel momento divenne torre di osservazione per i vigili del fuoco sino a quando, con i danni subiti durante la seconda guerra mondiale, venne abbandonata e iniziò a cadere in degrado.
Nel 1983 venne inserita tra i beni architettonici di importanza locale e alcuni anni dopo si iniziò il suo restauro.
In seguito divenne sede di un museo cittadino poi di una banca privata per trasformarsi infine in luogo pubblico con biblioteca, spazi per mostre, concerti e altre attività.

## Descrizione
La struttura ha un'altezza complessiva di 33 metri e si trova al centro dell'abitato di Mariupol', all'incrocio tra le vie Engels e Varganova. Rappresenta uno dei simboli della città ed è in posizione elevata rispetto agli edifici vicini.